# Rugbrød
El rugbrød és un pa de sègol molt popular a Dinamarca. El rugbrød comú s'assembla a un prisma rectangular de color marró llarg, d'uns 12 cm d'altura i entre 30 i 35 cm d'ample, encara que la forma i la mida pot variar, així com els ingredients utilitzats. El llevat mare o massa fermentada és gairebé sempre la base d'aquest pa que pot fer-se exclusivament amb farina de sègol i de blat o addicionalment contenir fins a un terç de llavors de sègol integral. També hi ha variants que inclouen d'altres llavors com les de gira-sol.
Aquest pa presenta contingut de greixos més baix que d'altres varietats perquè no s'utilitza oli per a la seva elaboració. El rugbrød danès es diferencia d'altres pans de sègols que es fan a països com Alemanya o Suècia per ser menys dolç i més clar. Abans la producció es feia sobretot en grans factories industrials, però l'evolució dels forns ha fet que ara hi hagi un gran nombre de petits productors i fins i tot que molta gent el faci a casa.
El rugbrød untat amb mantega és la base sobre la qual es fan els famosos entrepans oberts danesos, coneguts com a smørrebrød.